# Netanyacra arizonae
Netanyacra arizonae là một loài tò vò trong họ Ichneumonidae.